# Vaalbara
Vaalbara è il nome che è stato dato al primo supercontinente esistito sulla Terra, circa 3,3 miliardi di anni fa.

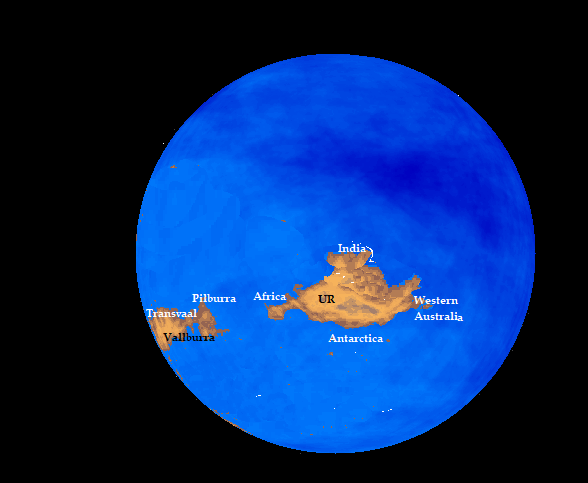
La Terra 3 miliardi di anni fa, con i continenti Vaalbara e Ur

La denominazione Vaalbara fu proposta da E. S. Cheney che la derivò dalle ultime quattro lettere dei due cratoni che lo costituivano, il Cratone di Kaapvaal e il Cratone Pilbara. L'esistenza di un supercontinente antecedente Vaalbara, un proto-Valbaara datante 3,6–3,2 Ga, è suggerita da alcune ricostruzioni paleomagnetiche, ma non vi sono prove certe e materiali a testimoniare della sua struttura o localizzazione.

## L'unione dei cratoni di Kaapvaal e Pilbara
In base ai dati radiometrici dei cratoni che formavano la Vaalbara, si ritiene che esso sia esistito 3,3 miliardi di anni fa (3,3 Ga), spingendosi forse fino a 3,6 Ga.
Gli studi geocronologici e paleomagnetici dei due cratoni archeani (protocontinenti) denominati Cratone di Kaapvaal, con riferimento alla regione sudafricana di Kaapvaal, e Cratone Pilbara, con riferimento alla regione di Pilbara nell'Australia Occidentale, provano che i cratoni facevano parte della Vaalbara. Questi due cratoni rappresentano gli unici resti originali della crosta terrestre, come era ai primordi, sopravvissuti fino ai giorni nostri.
Un'ulteriore prova è rappresentata dalla sequenza di somiglianze strutturali delle cinture di nefriti e di gneiss che presentano questi due cratoni, con tracce di quattro grandi impatti meteoritici avvenuti fra 3,2 e 3,5 Ga. Le stesse cinture archeane di nefriti si trovano anche ai margini del Cratone Superiore in Canada, come pure nei cratoni degli ex continenti della Gondwana e della Laurasia.

## Scissione
La deriva dei due cratoni di Kaapvaal e Pilbara, avvenuta all'incirca 2,8 Ga, è un'ulteriore prova del fatto che essi un tempo erano connessi.
Non è certo quando la Vaalbara ha iniziato a scindersi, ma studi geocronologici e paleomagnetici mostrano che i due cratoni presentavano un movimento rotatorio latitudinale di 30° tra 2,78 Ga e 2,77 Ga, portando alla conclusione che essi non fossero più uniti già 2,8 Ga.

## Vita archeana
I cratoni di Pilbara e Kaapvaal sono fra le rocce più antiche del mondo e contengono microfossili archeani ben conservati. Perforazioni hanno rivelato tracce di vita microbica e fotosintesi datanti dell'Archeano in Africa e in Australia
La più antica prova ampiamente accettata di prime forme di vita con fotosintesi è data da fossili molecolari trovati in argille vecchie di 2,7 miliardi di anni nel cratone di Pilbara. Questi fossili sono stati interpretati come tracce di eucarioti e cianobatteri, anche se alcuni scienziati sostengono che questi biomarcatori possano essere entrati in queste rocce più tardi e datare i fossili a 2,15–1,68 Ga.
Quest'ultimo intervallo temporale è in linea con le stime basate sull'orologio molecolare che data l'ultimo antenato comune eucariota al 1,866–1,679 miliardi di anni. Se i fossili di Pilbara sono tracce di eucarioti antichi, potrebbero rappresentare gruppi estinti prima che emergessero i gruppi moderni.